# Ecocardiograma transtoràcic

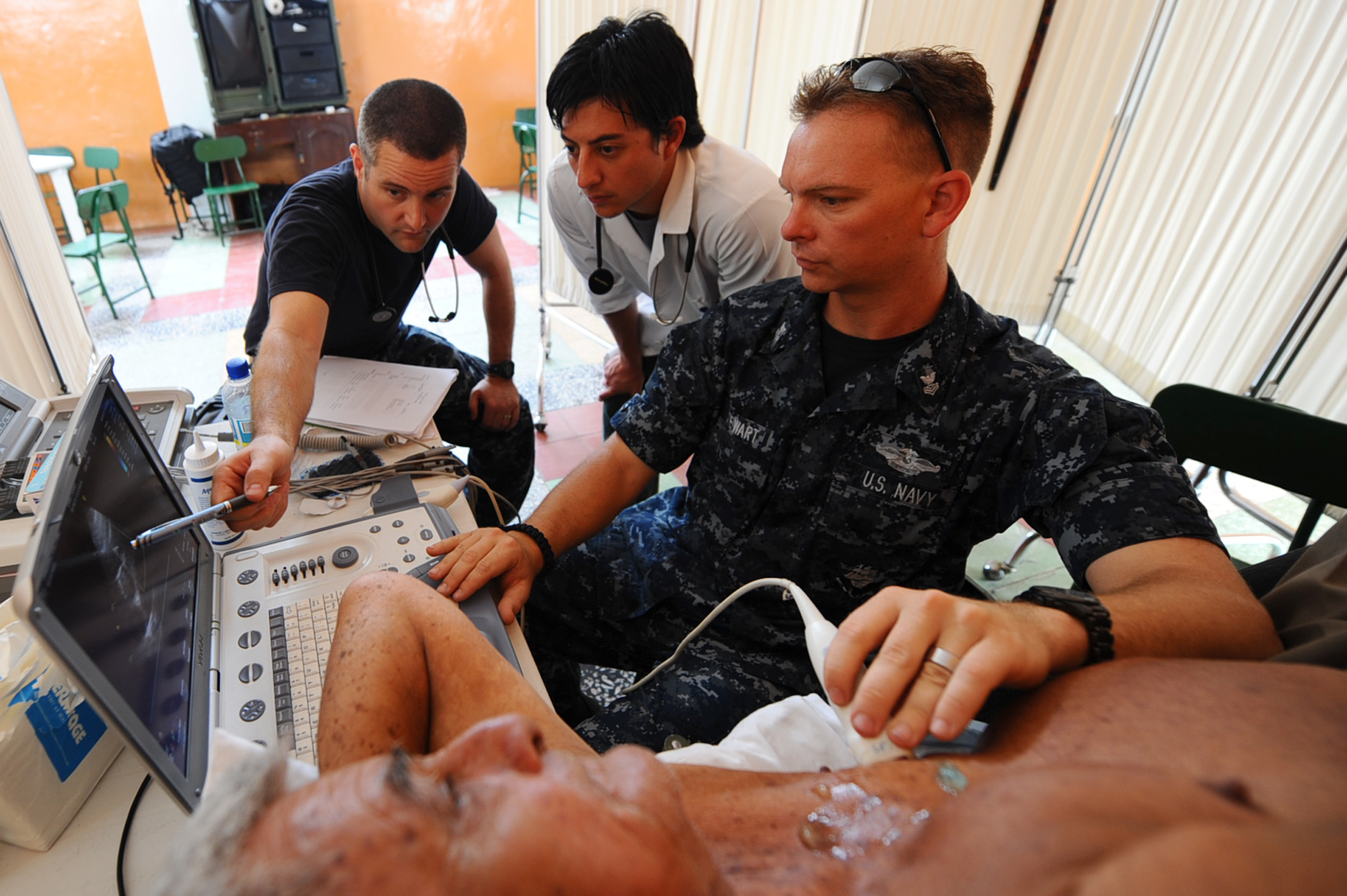
Examen amb Ecocardiograma

L'ecocardiograma transtoràcic (ETT) és una tècnica d'imatge mèdica que utilitza l'ecografia com a base per poder veure la imatge del cor. L'objectiu d'aquesta eina és veure la funció del cor, l'estructura de les cambres del cor, la funció de les vàlvules del cor, els grans vasos sanguinis, les membranes que cobreixen el cor i detectar defectes cardíacs congènits.
No és diferent dels exàmens que utilitzen ones ultrasòniques en general, TTE utilitza un sensor d'elèctrode o també anomenat transductor que s'adjunta i es mou sobre el pit del pacient amb resultats que es poden veure directament al monitor.

## Descripció
Un TTE és una eina clínica per avaluar l'estructura i la funció del cor. Les quatre cambres i les quatre vàlvules es poden avaluar per TTE, però la qualitat i la visibilitat d'aquestes estructures varia d'una persona a una altra. Altres estructures visibles a la TTE inclouen l'aorta, el pericardi, els vessament pleural, l'ascite i la vena cava inferior. Es pot utilitzar per diagnosticar un atac de cor, augment/hipertròfia del cor, infiltració del cor d'una substància anormal (per exemple, amiloïdosi). Debilitat del cor i tumors cardíacs. Amb mesures avançades del moviment del teixit amb el temps (Tissue Doppler), pot mesurar la funció diastòlica, l'estat del líquid i la disincronia ventricular.
La TTE en adults també té un ús limitat per a les estructures de la part posterior del cor, com ara l'apèndix auricular esquerre. L'ecocardiografia transesofàgica pot ser més precisa que la TTE perquè exclou les variables esmentades anteriorment i permet una visualització més propera dels llocs comuns de vegetació i altres anomalies. L'ecocardiografia transesofàgica també ofereix una millor visualització de les vàlvules i coàguls cardíacs protèsics dins de les quatre cambres del cor. Aquest tipus d'ecocardiograma pot ser una millor opció per als pacients amb pit gruixut, parets toràciques anormals, malaltia pulmonar obstructiva crònica i obesos. Tanmateix, el transtoràcic sovint és superior al transesofàgic per a la visualització de l'àpex del ventricle esquerre (per exemple, el ventrícul esquerre) i per a la visualització de la mida ventricular de les vàlvules mecàniques.
"Bubble contrast TTE" implica la injecció de solució salina agitada en una vena, seguida d'un estudi ecocardiogràfic. Les bombolles es detecten inicialment a l'aurícula dreta i al ventricle dret. Si apareixen bombolles al cor esquerre, pot indicar una derivació, com ara un foramen oval permeabilitzat, un defecte del septum auricular, un defecte del septum ventricular o malformacions arteriovenoses als pulmons.
Si el metge ho considera necessari, es pot realitzar un TTE d'estrès. Es pot aconseguir fent exercici en bicicleta o cinta de córrer, o amb medicaments administrats per via intravenosa juntament amb un agent de contrast per fer que els líquids corporals es mostrin més brillants. Permet una comparació entre el cor en repòs i el cor quan batega a un ritme més ràpid. (Ecocardiograma transtoràcic, sd)

## Indicacions
Aquest examen es realitza per al diagnòstic, el seguiment de la gravetat de la malaltia i el seguiment de la millora de les condicions següents:
- Buf cardíac
- malaltia de la vàlvula cardíaca
- Dany cardíac per un atac de cor
- Bloqueig dels vasos sanguinis a causa d'un ictus o atac isquèmic transitori (AIT)
- Malaltia cardíaca congènita
- Bomba cardíaca deteriorada per insuficiència cardíaca
- Pericarditis
- Efusió pericàrdica, que és una acumulació de líquid al sac al voltant del cor
- Infeccions dins o al voltant de les vàlvules cardíaques
- Trastorns del múscul cardíac, com la miocardiopatia
- Hipertensió pulmonar

## Examen
Un examen TTE típic el fa un cardiòleg o un ecografista cardíac. És una prova no invasiva que es pot fer en molts entorns que inclouen sala d'exàmens clínics, sales d'hospitalització i sales d'exàmens dedicades a la imatge ecològic. L'examen implica l'ús d'una sonda d'eco en diverses posicions o finestres per obtenir vistes del cor (per tant, capturar imatges/vídeos per a la seva posterior reproducció mentre "llegeix" formalment l'estudi per obtenir les conclusions). L'examen es fa generalment mentre esteu estirat i inclinat cap al costat esquerre per tal de veure millor el cor. El gel d'ultrasons s'utilitza per millorar les finestres acústiques i augmentar la qualitat de les imatges capturades. En general, un examen TTE sense complicacions triga menys de 30 minuts.
Els estudis limitats (és a dir, mirar només estructures específiques) es poden fer com a examen de seguiment d'un estudi complet, o es poden fer com a "punt d'atenció" per respondre preguntes específiques en l'entorn adequat. Per exemple, els pacients crítics solen fer-se "ecografias al llit" per avaluar preguntes particulars que l'equip de tractament té sobre el seu estat. Això podria estar buscant taponament cardíac i regurgitació valvular aguda. Sovint, això pot incloure l'examen d'altres sistemes d'òrgans com els pulmons per detectar efusions o l'avaluació focalitzada amb ecografia per detectar un trauma.
La interpretació de l'examen la pot fer qualsevol persona amb formació en lectura d'ecocardiogrames. Tanmateix, sovint es limita als cardiòlegs per a la "lectura formal" d'aquests estudis. Els anestesiòlegs poden realitzar TEE intraoperatòries durant els casos quirúrgics i interpreten els seus propis estudis. S'espera que qualsevol persona que realitzi un ecocardiograma al costat del llit o al "punt d'atenció" interpreti el seu propi estudi a mesura que es realitza. Els dispositius TTE de butxaca estan creixent en popularitat.